# Formazioni di difesa proletaria a Genova
Le formazioni di difesa proletaria a Genova nacquero e operarono nel periodo 1920-1922 da formazioni politiche che spaziavano dal mazzinianesimo al socialismo rivoluzionario alle aggregazioni anarchiche ai socialisti internazionalisti alla neonata frangia comunista (poi Partito Comunista d'Italia nel 1921).

## Lo sviluppo industriale di inizio secolo
Una particolarità della città di Genova è quella della forte autonomia dei centri circostanti: molte delegazioni sono comuni autonomi fino al 1926 ed ancora oggi la popolazione mantiene un elevato senso di identità, associativismo ed autonomia. Negli anni venti questo sentimento era ancora più forte, amplificato (ad es. Sampierdarena era chiamata la Manchester d'Italia). A Sestri nella seconda metà dell'Ottocento la nascita e la crescita delle attività manifatturiere è notevole: cantieri navali (Cadenaccio e Odero), ferriere (Raggio), officine (Piaggio), e una manifattura tabacchi trasformano Sestri in una città industriale. Viene costituito il gruppo Ansaldo, ed inizia la costruzione degli storici quartieri operai di Sestri: aumentano la classe operaia e la proletarizzazione di strati contadini.

## Le società di Mutuo Soccorso, sindacato e politicizzazione
Nascono le società di mutuo soccorso e le associazioni di difesa operaia, mentre la classe operaia genovese è sotto l'influsso di ideologie mazziniane, ma è anche presente una forte componente anarchica (a Genova nel '19 sbarca Errico Malatesta acclamato come il Lenin d'Italia, nomignolo non bene accolto da lui (ciò pare si deduca dallo scritto di suo pugno sulla morte di Lenin: rispetto ma posizioni ben diverse).
A Genova gli anarchici sono guidati da Galleani e Pellaco, direttore del giornale anarchico "Il Nuovo Combattiamo!", nel periodo che va dal 1888 al 1890, giornale che ebbe un gran successo tra i lavoratori genovesi. In quegli anni esistevano a Sestri Ponente ed in altre parti della città, ad esempio Sampierdarena e a Rivarolo, circoli anarchici e gruppi socialisti attivi e consistenti.
Nel 1891 il movimento operaio genovese, fortemente influenzato dall'ala sovversiva (socialisti della tendenza rivoluzionaria ed anarchici) dà prova della sua forza in concomitanza con gli scioperi del 1 maggio: duemila persone assistono a un comizio a Sampierdarena, gli oratori principali per gli anarchici sono Garfagnoli, Pellaco e Panzacchi. Alla fine del comizio i manifestanti si scontrano con guardie di finanza e soldati, contando numerosi arresti. È la prova del fuoco per il proletariato di Genova e di Sestri in particolare. Si completa, intanto, la trasformazione del ponente cittadino in un insediamento industriale di grandi proporzioni. A Sestri si espandono i cantieri navali, lo stabilimento Fossati e le fonderie Raggio che passano alla Società Ligure Metallurgica.
Le organizzazioni proletarie passano dal mazzinianesimo e dall'associativismo di mutuo soccorso alle Leghe di resistenza, organizzazioni di tipo sindacale moderno, sul modello francese delle Bourses du Travail, che si formano sia per categoria di lavoro che sul territorio.
La prima Camera del Lavoro a costituirsi è quella di Sampierdarena (1895, circa 2000 iscritti), la seconda è quella di Genova (1896, circa 4000 iscritti). Primo caso in una città italiana per la libertà di associazione è a Genova: il governo deve cedere, la partecipazione è massiccia, completa a Sestri: viene ricostituita la Camera del Lavoro di Genova, di cui Sestri Ponente, Sampierdarena e Voltri sono sezioni distaccate. La Camera del Lavoro di Sestri dal 1902 diviene autonoma, primo segretario è il socialista rivoluzionario Dino Bruschi. È l'inizio della combattiva e solidaristica storia del proletariato di Sestri con le sue anvanguardie formate da anarchici e la massa di combattivi attivisti socialisti rivoluzionari e socialisti intransigenti.
Nello sciopero generale nazionale del 1904 si hanno scontri e feriti, mentre inizia la chiarificazione politica fra le varie ali del movimento operaio, che anche dopo la scissione di Sala Sivori del 1892 fra socialisti ed anarchici non ne intacca la compattezza operativo-sindacale. Una conseguenza è però il passaggio nel 1906 di anarchici e socialisti intransigenti (ormai passati quasi in massa al socialismo rivoluzionario) al sindacalismo rivoluzionario: a Genova e a Sampierdarena accanto alle Camere del Lavoro confederali nasceranno Camere sindacaliste rivoluzionarie, a Sestri l'intera Camera del Lavoro passa integralmente al sindacalismo rivoluzionario. Angelo Faggi e Antonio Negro si alterneranno alla guida della CdL sestrese dal 1912 (costituzione USI) fino alla sua chiusura ad opera del fascismo.
Dagli anni dieci inizia il periodo più ricco della lotta del proletariato Sestrese, con rivendicazioni ed opposizione al padronato (lotte per miglioramenti salariali, scioperi generali per solidarietà con altre categorie di lavoratori, sciopero contro il regolamento di officina, concordato con i rappresentanti sindacali confederali), in un crescendo di scioperi e manifestazioni per i diritti della classe operaia, ma anche per solidarietà verso gli altri lavoratori che avrà il suo culmine nel contesto nazionale della Settimana rossa.
Dopo la Grande guerra e gli scioperi del Biennio Rosso la Camera del Lavoro di Sestri Ponente (circa 14.000 iscritti) è guidata da militanti dell'USI, e in essa giocano un ruolo di primo piano numerosi anarchici (Giovanni Mariani, Pietro Caviglia, i fratelli Angelo e Antonio Dettori, i fratelli Cristoforo e Lorenzo Piana, i fratelliCarlo, Attilio, Dante Stanchi). In quel periodo il Sindacato Nazionale Metallurgici è diretto da Alibrando Giovannetti, l'associazione possiede un giornale che tiene informati gli operai e lancia parole d'ordine di lotta.
Nel 1920 il movimento è al culmine ma, come accadde in seguito agli Arditi del Popolo ed ai movimenti armati antifascisti in generale, l'ala riformista della sinistra e la dirigenza del Partito Comunista d'Italia impediscono l'unità del movimento.

## Difesa della Camera del Lavoro di Sestri Ponente
5 luglio 1921: squadre fasciste assaltano la Camera del Lavoro di Sestri Ponente (la palazzina Liberti), respinti in un primo tempo riescono successivamente ad entrare con l'aiuto di alcune Guardie Regie e di due autoblindo, incendiando gli uffici e la biblioteca civica che aveva sede nello stesso edificio. La strategia fascista è impostata sull'idea che la presa Sestri possa provocare la caduta di Genova e la conseguente vittoria in tutto il nord, tesi fondata ma impossibile da realizzare in maniera così lineare (Fatti di Parma).
Genova, Torino e Vercelli sono considerate il triangolo rosso: Genova e Vercelli sono "gemellate" da una brigata di autodifesa proletaria: i Figli di Nessuno.
A Genova sono presenti diverse formazioni di autodifesa antifascista: i Lupi Rossi ed i Figli di Nessuno e sono stati strutturati in quattro battaglioni: Lenin e Trotsky, comunisti, Tolstoj, socialisti, Nulla da Perdere, anarchici.
Tutte le formazioni genovesi confluiranno negli Arditi del Popolo o ne seguiranno l'organizzazione che, essendo di tipo paramilitare, può ribattere colpo su colpo le incursioni squadriste applicando anche il metodo della “difesa preventiva”. L'attacco a Sestri è ben preparato e gli squadristi sono prevalentemente toscani, tra i quali i fascisti carrarini:
(Stefano Baruzzo L'estremismo e il fascismo)
Grazie alle direttive di Ivanoe Bonomi carabinieri e polizia interverranno per ristabilire l'ordine: nella Camera del Lavoro sono però attestati un centinaio di operai e militanti, molti armati, che daranno luogo ad una violenta sparatoria che dura fino all'alba del 5, due saranno i feriti gravi tra gli aggressori. I difensori riescono a defilarsi ed a mettersi in salvo, mentre i fascisti entrano mediante una autoblindo che sfonda il cancello.
La Camera del Lavoro di Sestri Ponente comunque riaprirà e richiuderà a vicende alterne sino a settembre, dimostrando la difficoltà che ebbero gli squadristi a prenderne possesso.
A Genova i fascisti passano battendo le formazioni di difesa proletaria, con scontri che si protraggono per quasi tutto il 1922, con lo sciopero generale del 31 luglio, che vede una partecipazione compatta ma in fase terminale.
Molti dei fuoriusciti genovesi (ovvero gli esiliati e/o riparati all'estero) combatteranno nella Guerra civile spagnola e/o come comandanti partigiani (Gaetano Perillo).
A Sestri si scatenano le spedizioni punitive nei confronti dei sovversivi, in conseguenza dei quali solamente a Sestri oltre seicento operai, per sfuggire alle persecuzioni fasciste, devono espatriare (prevalentemente in Francia) entro la fine del 1922.

## Personaggi di spicco
- Gaetano Perillo
- Armando Vezzelli
- Lorenzo Parodi